# Cane interrato nella rena
Il Cane interrato nella sabbia (Perro enterrado en arena, o anche Perro semihundido) è un dipinto a olio su muro trasportato su tela (134x80 cm) del pittore spagnolo  Francisco Goya, realizzato nel 1820-1821 e conservato al Museo del Prado di Madrid. Appartiene alla serie delle Pitture nere.

## Descrizione
L'opera è caratterizzata da una composizione estremamente semplice, dove Goya - con grande audacia - sceglie di eliminare il superfluo e di avventurarsi verso l'astrazione pura: il Cane interrato nella sabbia, infatti, presenta un'estrema sobrietà nella selezione degli elementi pittorici e del colore, con la tavolozza arpeggiata sulle sfumature del giallo e dell'ocra. L'immagine non fa che rappresentare una porzione esigua del visibile, e ci è impossibile riconoscere se questo mare di giallo intende rappresentare una duna desertica e sabbiosa, la corrente fangosa di un fiume o di un terreno sprofondato in una voragine, o forse devastato da una frana. Questo dibattito è stato alimentato da Charles Yriarte, critico d'arte che per primo si occupò del dipinto ma che lo menzionò nel 1867 come «un cane che nuota contro corrente», ipotesi che potrebbe far pensare che il cane stia in realtà annegando tra i flutti melmosi di un fiume, malgrado la compattezza della superficie gialla ricordi piuttosto una voragine sabbiosa.
Ciò, tuttavia, è certamente poco significativo ai fini del senso lirico del dipinto. Un particolare, infatti, colpisce l'osservatore: si tratta di un piccolo cane che sta lentamente naufragando in questo mare di giallo. L'animale ha il naso umido e nerissimo, le orecchie pelose (rese con alcuni tocchi di biacca), le pupille terrorizzate e uno sguardo sgomento e dolcissimo. Egli, infatti, non vuole morire, e pertanto volge la testa verso l'alto, conducendo una lotta cieca ed affannosa per non rimanere intrappolato nella morsa della sabbia (o dell'acqua fangosa). Egli, tuttavia, è terribilmente solo: nessuno verrà a prestargli soccorso.
In quest'opera la visione goyesca sulla perfidia della Natura raggiunge il massimo furore espressivo. È opinione di Goya, infatti, che la Natura è totalmente insensibile al destino delle creature da lei create; essa, inoltre, non è guidata da un disegno benevolo volto a rendere felici i singoli esseri viventi, bensì intende solo perpetuarne l'esistenza in un processo meccanicistico di creazione e distruzione. Le angosce del cane prossimo a morire, per usare le parole di Silvia Borghesi, sono «solo un breve respiro nella morsa del meccanismo ineluttabile del Cosmo»: ciò fa una profonda impressione sull'osservatore del dipinto siccome, com'è noto, il cane è esente da colpe. È proprio questo il messaggio che Goya intende veicolare allo spettatore: la sofferenza è insita nell'uomo non per particolari colpe o eccezionalità, bensì perché semplicemente - così come il cane - soggiace a un'ineluttabile legge naturale, e a un «perpetuo circuito di produzione e distruzione» (Giacomo Leopardi).